# Матч звёзд КХЛ 2014
6-й матч всех звёзд Континентальной хоккейной лиги состоялся 11 января 2014 года в Братиславе на домашнем стадионе клуба «Слован» — Словнафт арене вместимостью более 10 000 человек.

## Выбор места проведения Матча звёзд
Первоначально игру хотели провести в Праге, но позже решение было изменено в пользу Братиславы из-за проблем с владельцами 17-тысячной «O2 Арены».

## Билеты
6 декабря появилась информация о том, что все билеты на игру были раскуплены менее чем за 18 часов. Их стоимость составляла от 1 до 45 евро. 27 декабря началась плановая реализация резервной части билетов на матч.

## Составы команд
Первые пятёрки и голкиперы команд Востока и Запада (в таблице они выделены жирным шрифтом) были выбраны путём открытого голосования на официальном сайте Матча звёзд КХЛ, которое прошло с 22 по 29 ноября 2013 года. С 3 декабря началось голосование представителей СМИ. По его итогам 10 декабря были определены вторые составы и запасные вратари сборных. Фамилии наставников стали известны двумя днями позже. 24 декабря лига завершила формирование третьих звеньев, а через три дня, «учитывая интересы болельщиков и здравые соображения профессиональных хоккейных журналистов», приняла решение увеличить число форвардов в каждой сборной на два человека.
| Команда Запада                      | Команда Востока                              |
| Вратари                             | Вратари                                      |
| ----------------------------------- | -------------------------------------------- |
| 32 Ярослав Янус («Слован»)          | 19 Микко Коскинен («Сибирь»)                 |
| 48 Иван Лисутин («Витязь»)          | 30 Константин Барулин («Ак Барс»)            |
| Защитники                           |                                              |
| 2 Дерон Куинт («Спартак»)           | 3 Андрей Зубарев «Салават Юлаев»             |
| 5 Богдан Киселевич («Северсталь»)   | 4 Кирилл Кольцов («Салават Юлаев»)           |
| 6 Денис Денисов (ЦСКА)              | 11 Юусо Хиетанен («Торпедо»)                 |
| 8 Сандис Озолиньш («Динамо» Рига)   | 26 Шон Хешка («Ак Барс»)                     |
| 55 Кёртис Фостер («Медвешчак»)      | 28 Денис Куляш («Авангард»)                  |
| 73 Максим Чудинов (СКА)             | 44 Крис Ли («Металлург» Магнитогорск)        |
| 77 Илья Горохов («Локомотив»)       | 82 Евгений Медведев («Ак Барс»)              |
| Нападающие                          |                                              |
| 10 Виктор Тихонов (СКА)             | 7 Энвер Лисин (ЦСКА)                         |
| 14 Джонатан Чичу («Медвешчак»)      | 8 Талгат Жайлауов («Барыс»)                  |
| 16 Джефф Плэтт («Локомотив»)        | 10 Сергей Мозякин («Металлург» Магнитогорск) |
| 17 Илья Ковальчук (СКА)             | 12 Йори Лехтеря («Сибирь»)                   |
| 18 Мирослав Шатан («Слован»)        | 16 Денис Паршин («Торпедо»)                  |
| 31 Максим Афиногенов («Витязь»)     | 24 Александр Попов («Авангард»)              |
| 47 Александр Радулов (ЦСКА)         | 25 Данис Зарипов («Металлург» Магнитогорск)  |
| 61 Милан Бартович («Слован»)        | 27 Брэндон Боченски («Барыс»)                |
| 74 Николай Прохоркин (ЦСКА)         | 43 Ян Коварж («Металлург» Магнитогорск)      |
| 81 Марцел Хосса («Динамо» Рига)     | 70 Егор Миловзоров («Нефтехимик»)            |
| 87 Леонид Комаров («Динамо» Москва) | 88 Якуб Петружалек («Ак Барс»)               |
|                                     | 98 Фёдор Малыхин («Автомобилист»)            |
| Тренеры                             |                                              |
| Олег Знарок («Динамо» Москва)       | Валерий Белов («Ак Барс»)                    |
| Юкка Ялонен (СКА)                   | Майк Кинан («Металлург» Магнитогорск)        |
| Фёдор Канарейкин («Спартак»)        | Дмитрий Квартальнов («Сибирь»)               |

## Судьи[12]
Главные судьи:
- Эдуард Одиньш
- Константин Оленин

Линейные судьи:
- Виктор Бирин
- Александр Захаренков

Те же лайнсмены работали и на Матче легенд 2014.

## Мастер-шоу[13]

### Круг на скорость
Запад: 13,48 с (Бартович)
Восток: 14,16 с (Ли)
Счёт: 1:0

### Конкурс вратарей
Победитель: Лисутин (2 шайбы)
Счёт: 2:0

### Эстафета «Змейка»
Победитель: Восток (Жайлауов, Паршин, Попов, Кольцов, Лисин)
Состав команды Запада: Афиногенов, Ковальчук, Плэтт, Горохов, Чичу
Счёт: 2:1

### Броски на точность
Запад: 5 бросков (Куинт)
Восток: 6 бросков (Мозякин)
Счёт: 3:1

### Сила броска
Запад: 155,29 и 157,86 км/ч (Фостер)
Восток: 161,63 и 162,2 км/ч (Куляш)
Счёт: 3:2

### Эффектный буллит
За оригинальность победа присуждена Барулину, хотя Шатан реализовал обе попытки, когда голкипер «Ак Барса» защищал ворота.
Счёт: 3:3

### Эстафета на скорость
Победитель: Запад (Янус, Чудинов, Киселевич, Прохоркин, Бартович, Тихонов)
Состав команды Востока: Коскинен, Ли, Хиетанен, Петружалек, Лисин, Коварж
Итоговый счёт: 4:3

## Ход игры
| 11 января 2014 16:00 (UTC+1) | Команда Ковальчука | 18 : 16 (6:5, 6:5, 6:6) | Команда Мозякина | Словнафт арена Зрителей: 9820 |

| Отчёт | Отчёт | Отчёт | Отчёт                             | Отчёт                                  |
| --- | --- | --- | --------------------------------- | -------------------------------------- |
| | | |                                   |                                        |
| | Иван Лисутин Ярослав Янус | Вратари | Микко Коскинен Константин Барулин | Судьи: Эдуард Одиньш Константин Оленин |
| | Голы: | |                                   | Судьи: Эдуард Одиньш Константин Оленин |
| Чудинов (Хосса, Горохов) — 2:49 Чичу (Ковальчук, Шатан) — 3:18 Плэтт (Тихонов, Фостер) — 5:53 Озолиньш (Тихонов) — 8:46 Афиногенов — 10:12 Комаров (Тихонов, Куинт) — 19:19 Хосса (буллит) — 23:45 Денисов (Афиногенов, Хосса) — 28:51 Хосса (Бартович, Афиногенов) — 29:28 Ковальчук (Шатан) — 32:13 Денисов (Комаров) — 33:38 Горохов (Тихонов, Комаров) — 37:50 Прохоркин (Комаров) — 42:06 Комаров (Прохоркин) — 48:32 Тихонов (Чудинов, Прохоркин) — 49:35 Бартович — 51:35 Плэтт (Чичу, Ковальчук) — 58:19 Шатан (Тихонов) — 59:37 | 1 : 0 2 : 0 3 : 0 3 : 1 3 : 2 4 : 2 5 : 2 5 : 3 5 : 4 5 : 5 6 : 5 6 : 6 7 : 6 7 : 7 7 : 8 8 : 8 9 : 8 10 : 8 10 : 9 11 : 9 11 : 10 12 : 10 13 : 10 13 : 11 14 : 11 15 : 11 16 : 11 16 : 12 16 : 13 16 : 14 17 : 14 17 : 15 18 : 15 18 : 16 | 7:29 — Лисин (Малыхин) 8:31 — Жайлауов (Попов, Боченски) 13:06 — Коварж (буллит) 14:52 — Малыхин (Лехтеря, Лисин) 17:37 — Петружалек (Миловзоров) 22:56 — Лехтеря 25:14 — Паршин (Кольцов, Миловзоров) 26:32 — Миловзоров (Петружалек) 33:22 — Боченски (Попов, Жайлауов) 34:07 — Паршин (Петружалек) 43:45 — Зубарев (Лехтеря) 53:51 — Лехтеря (Малыхин, Лисин) 56:28 — Боченски (Кольцов, Миловзоров) 57:26 — Ли (Миловзоров, Петружалек) 58:42 — Мозякин 59:56 — Мозякин |                                   | Судьи: Эдуард Одиньш Константин Оленин |
| | | |                                   | Судьи: Эдуард Одиньш Константин Оленин |
| | | |                                   | Судьи: Эдуард Одиньш Константин Оленин |
| | | |                                   | Судьи: Эдуард Одиньш Константин Оленин |
| | | |                                   | Судьи: Эдуард Одиньш Константин Оленин |
| | | |                                   |                                        |
| | 43 (13+16+14) | Броски | 50 (15+16+19)                     |                                        |

## Матч легенд
10 января, за день до Матча звёзд КХЛ, в Братиславе был сыгран Матч легенд российского, чешского и словацкого хоккея.

### Составы сборных
| Команда Руснака (Чехия и Словакия) | Команда Якушева (Россия) |
| Вратари                            | Вратари                  |
| ---------------------------------- | ------------------------ |
| 1 Павол Рибар                      | 1 Владимир Мышкин        |
| 2 Петр Бржиза                      | 20 Максим Михайловский   |
| 31 Роман Чехманек                  |                          |
| Защитники                          |                          |
| 3 Радослав Цехл                    | 5 Юрий Ляпкин            |
| 4 Франтишек Кучера                 | 31 Николай Сёмин         |
| 7 Лео Гудас                        | 45 Фёдор Канарейкин      |
| 8 Станислав Гайдушек               | 55 Сергей Гимаев         |
| 15 Радослав Свобода                | 63 Евгений Штепа         |
| 25 Иван Дроппа                     |                          |
| 67 Ян Вархолик                     |                          |
| 77 Любомир Секераш                 |                          |
| Нападающие                         |                          |
| 9 Олдржих Валек                    | 9 Виктор Шалимов         |
| 11 Игор Либа                       | 11 Александр Медведев    |
| 12 Павел Рихтер                    | 13 Валерий Каменский     |
| 17 Иван Дорнич                     | 19 Хелмут Балдерис       |
| 19 Йозеф Петё                      | 21 Сергей Шепелев        |
| 20 Мирослав Глинка                 | 22 Вячеслав Анисин       |
| 21 Здено Цигер                     | 23 Юрий Лебедев          |
| 22 Рихард Капуш                    | 26 Равиль Якубов         |
| 23 Владимир Камеш                  | 51 Андрей Коваленко      |
| 27 Карол Рузняк                    | 64 Евгений Чижмин        |
| 91 Отакар Янецки                   | 70 Алексей Жамнов        |
|                                    | 71 Игорь Варицкий        |
|                                    | 97 Роман Ильин           |

### Отчёт
| 10 января 2014 17:30 (UTC+1) | Команда Руснака | 7:8 ОТ (1:3, 4:1, 2:3, 0:1) | Команда Якушева | Словнафт арена Зрителей: 6505 |

| Отчёт | Отчёт                                                       | Отчёт | Отчёт                               | Отчёт                         |
| --- | ----------------------------------------------------------- | --- | ----------------------------------- | ----------------------------- |
| |                                                             | |                                     |                               |
| | Петр Бржиза Павол Рыбар                                     | Вратари | Владимир Мышкин Максим Михайловский | Судьи: Пол Стюарт Петер Орзаг |
| | Голы:                                                       | |                                     | Судьи: Пол Стюарт Петер Орзаг |
| Либа (Цигер, Глинка) — 3:39 Цигер (Секераш) — 23:46 Янецки (Рузняк) — 26:01 Янецки (Рузняк, Рихтер) — 28:10 Дроппа (Петё, Дорнич) — 29:12 Глинка (Секераш, Цигер) — 52:34 Капуш (Гудас) — 56:56 | 1:0 1:1 1:2 1:3 2:3 3:3 4:3 5:3 5:4 5:5 6:5 7:5 7:6 7:7 7:8 | 10:57 — Варицкий (Шепелев) 13:51 — Балдерис (буллит) 18:12 — Жамнов (буллит) 32:09 — Ильин (Варицкий, Шепелев) 47:33 — Сёмин (Ильин, Шепелев) 59:31 — Коваленко (буллит) 59:59 — Коваленко (буллит) 60:45 — Сёмин (Коваленко, Варицкий) |                                     | Судьи: Пол Стюарт Петер Орзаг |
| |                                                             | |                                     | Судьи: Пол Стюарт Петер Орзаг |
| |                                                             | |                                     | Судьи: Пол Стюарт Петер Орзаг |
| |                                                             | |                                     | Судьи: Пол Стюарт Петер Орзаг |
| |                                                             | |                                     | Судьи: Пол Стюарт Петер Орзаг |
| |                                                             | |                                     |                               |